# عشق به سبک ایتالیایی
عشق به سبک ایتالیایی (به ایتالیایی: Amore all'italiana) یک فیلم کمدی ایتالیایی به کارگردانی استنو است که در سال ۱۹۶۵ منتشر شد. هتلی که شخصیت گردشگر آمریکایی در آن اقامت دارد در محلهٔ لیدو دی کاستل فوزانو در رم قرار دارد.

## بازیگران
- والتر کیاری
- آلیشا براندت
- رایموندو ویانلو
- پائولو پانلی
- پائولو کارلینی
- لوئیجی دی فیلیپو
- ایزابلا بیاجینی
- آدریانا آمبزی
- برونو شیپیونی
- لوکریشا لاو